# Kathedraal van Southwark
De kathedraal van Southwark (volledige naam in het Engels: Cathedral and Collegiate Church of St Saviour and St Mary Overie) is een anglicaanse kathedraal in Southwark, Londen, Engeland. De kathedraal is de zetel van de bisschop van Southwark. In Southwark staan nog een rooms-katholieke en een Grieks-orthodoxe kathedraal, respectievelijk de Sint-Joriskathedraal en de Sint-Mariakathedraal.

## Geschiedenis
Het is niet bekend in welke tijd er voor het eerst een kerk werd gebouwd op de plaats van de huidige kathedraal. Het eerste geschreven bewijs voor een kerk komt uit het Domesday Book, waarin melding wordt gemaakt van een munster. De bouwdatum van dit munster is onduidelijk. Wel is bekend dat in 1106, onder Hendrik I van Engeland, het munster een priorij werd van de Augustijnen. Deze priorij zou als eerste de toevoeging Overy of Overie krijgen (de term 'Overie' is afgeleid van de woorden 'over the river'), zodat ze onderscheiden kon worden van de vele andere kerken in Londen die opgedragen waren aan Maria. Er zijn nog enkele overblijfselen van deze 12e-eeuwse kerk, die in 1212 werd vernietigd door een grote stadsbrand.
In 1220 zou de herbouw van de kerk beginnen. In Londen was het de eerste gotische kerk. Eind 14e eeuw raakte de kerk opnieuw beschadigd door brand, waardoor herstelwerk noodzakelijk was.
In 1540 werd de priorij ontbonden, door toedoen van de ontbinding van de kloosters onder Hendrik VIII van Engeland. De kerk was niet langer opgedragen aan Maria, maar aan 'de Verlosser'. Later, in 1555, werden in de kerk zes belangrijke geestelijken ter dood veroordeeld. Dit gebeurde in de regeerperiode van Maria I van Engeland, ook bekend als Bloody Mary, die probeerde het rooms-katholicisme te herstellen in haar koninkrijk.
In het begin van de 19e eeuw was de kerk in slechte staat. Er volgde een periode van restauratie en herbouw. Onder de architecten die meehielpen was Arthur Blomfield, de architect van onder andere het Royal College of Music in Londen en de Sint-Joriskathedraal van Georgetown.
In 1905 kreeg de kerk de kathedrale status. Tijdens de Tweede Wereldoorlog raakte de kathedraal beschadigd door bombardementen door nazi-Duitsland.

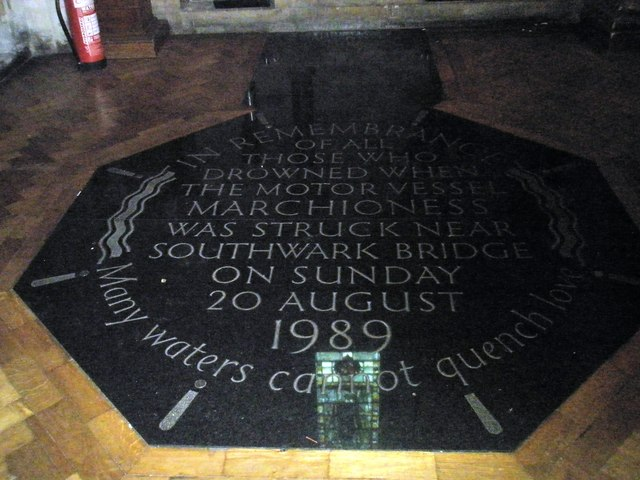
Gedenksteen voor de slachtoffers van de Marchioness in de kathedraal van Southwark

Ter herdenking van de 51 slachtoffers van de aanvaring van de plezierboot Marchioness op 29 augustus 1989 met het baggerschip Bowbelle is in de vloer van het schip van de kathedraal een gedenksteen aangebracht.

## Trivia
- De kathedraal heeft een gebrandschilderd raam dat is opgedragen aan William Shakespeare.
- Op 16 november 1996 vierde de Lesbian and Gay Christian Movement haar twintigjarig bestaan in de kathedraal van Southwark.